# Điện Capitol Hoa Kỳ
Điện Capitol Hoa Kỳ hay Tòa Quốc hội Hoa Kỳ là trụ sở của Quốc hội, cơ quan lập pháp của chính phủ liên bang Hoa Kỳ. Nó được xây tại Washington, D.C., trên Đồi Capitol ở cuối phía đông của National Mall. Tuy nó không nằm tại trung tâm địa lý của Đặc khu Columbia, Điện Capitol là tiêu điểm của quy hoạch thành phố, cho nên các phần tư của địa hạt bắt đầu từ chỗ này.
Điện này nổi tiếng về mái vòm lớn đứng trên rotunda. Điện có 1 cánh cho mỗi viện Quốc hội: cánh phía bắc của Thượng Nghị viện và cánh phía nam của Hạ Nghị viện. Ở trong mỗi cánh này có phòng chính của viện, trên đó có phòng để người thường có thể xem những hành động của Thượng Nghị viện và Hạ Nghị viện.

## Lịch sử
Điện Capitol hiện hành là công trình thứ tư được sử dụng bởi Quốc hội, trước đó là Trụ sở Nghị viện Maryland tại Annapolis, Maryland (1783–1784), Liên Bang Phủ (Federal Hall) tại Thành phố New York (1789–1790), và Hội trường Độc lập (Independence Hall; lúc đó là Congress Hall, "Hội trường Quốc hội") tại Philadelphia, Pennsylvania (1790–1800).

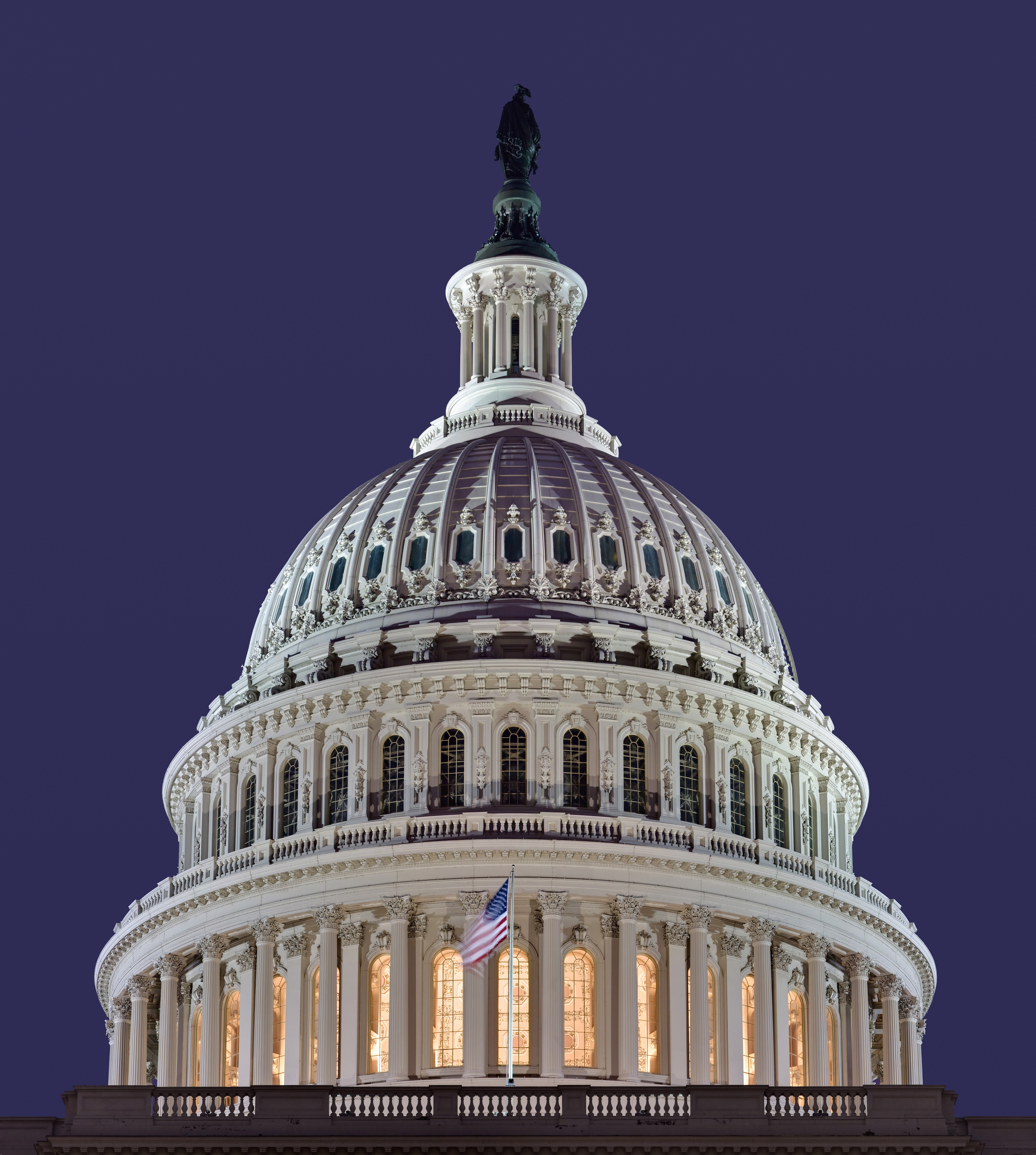
Mái vòm Capitol ban đêm

Điện Capitol bắt đầu được xây dựng vào năm 1793. George Washington đặt xuống viên đá đầu tiên, nhưng người ta vẫn chưa tìm thấy viên đá đó nằm ở vị trí nào ngày nay. Điện Capitol được xây dựng và được mở rộng sau đó vào thập niên 1850 do lao động của các nô lệ, "họ xẻ khúc gỗ, đặt xuống đá, và nung gạch". Kế hoạch đầu tiên là để mượn người từ Âu Châu để xây lên điện này; tuy nhiên, họ không tìm được đủ người ở đấy, cho nên các người Mỹ gốc Phi – cả người tự do và nô lệ – trở thành phần lớn của lực lượng lao động.
Cánh Thượng Nghị viện được xây xong vào năm 1800, còn cánh Hạ Nghị viện được xong vào năm 1811. Điện Capitol đăng cai phiên họp Quốc hội đầu tiên ngày 17 tháng 11 năm 1800. Tối cao Pháp viện cũng họp trong Điện Capitol đến khi tòa riêng của họ (đằng sau Mặt Đông) được xây dựng xong vào năm 1935. Không lâu sau khi vừa được xây xong, nó bị cháy một phần bởi quân đội Anh trong cuộc Chiến tranh năm 1812. Việc tái xây dựng bắt đầu vào năm 1815 và kết thúc khoảng năm 1830. Kiến trúc sư Benjamin Latrobe được biết đến phần nhiều về việc xây dựng lần đầu tiên và chế nhiều đặc điểm ở trong; người nối nghiệp, kiến trúc sư nổi tiếng Charles Bulfinch, cũng có vai trò quan trọng.
Tòa nhà này được mở rộng rất nhiều vào thập niên 1850. Do các phần mở rộng, mái vòm đầu tiên mà được xây bằng gỗ vào năm 1818 sẽ không còn đúng tỷ lệ. Thomas U. Walter chịu trách nhiệm đặt kế hoạch cho những phần mở rộng và mái vòm "bánh đám cưới" mới bằng gang, cao hơn mái vòm đầu tiên gấp ba và có đường kính 30 mét (100 foot), nó phải dựa trên các cột trụ nề đã tồn tại. Giống mái vòm của Mansart tại Les Invalides (ông Walter đã đi xem nó vào năm 1838), mái vòm của Walter thực sự là vòm đôi, có lỗ oculus lớn ở trong vòm trong. Khi nhìn vào lỗ đó, người ta có thể ngắm bức tranh Apotheosis of Washington được vẽ trên trần mái vòm dome. Những cột trụ cũng chống lên mặt ngoài và cái tholos mà chống lên Tự do, bức tượng khổng lồ mà được dựng lên trên mái vòm vào năm 1863. Trọng lượng phần gang của mái vòm này đã được cho là 4.041.100 kilôgam (8.909.200 pound) sắt.

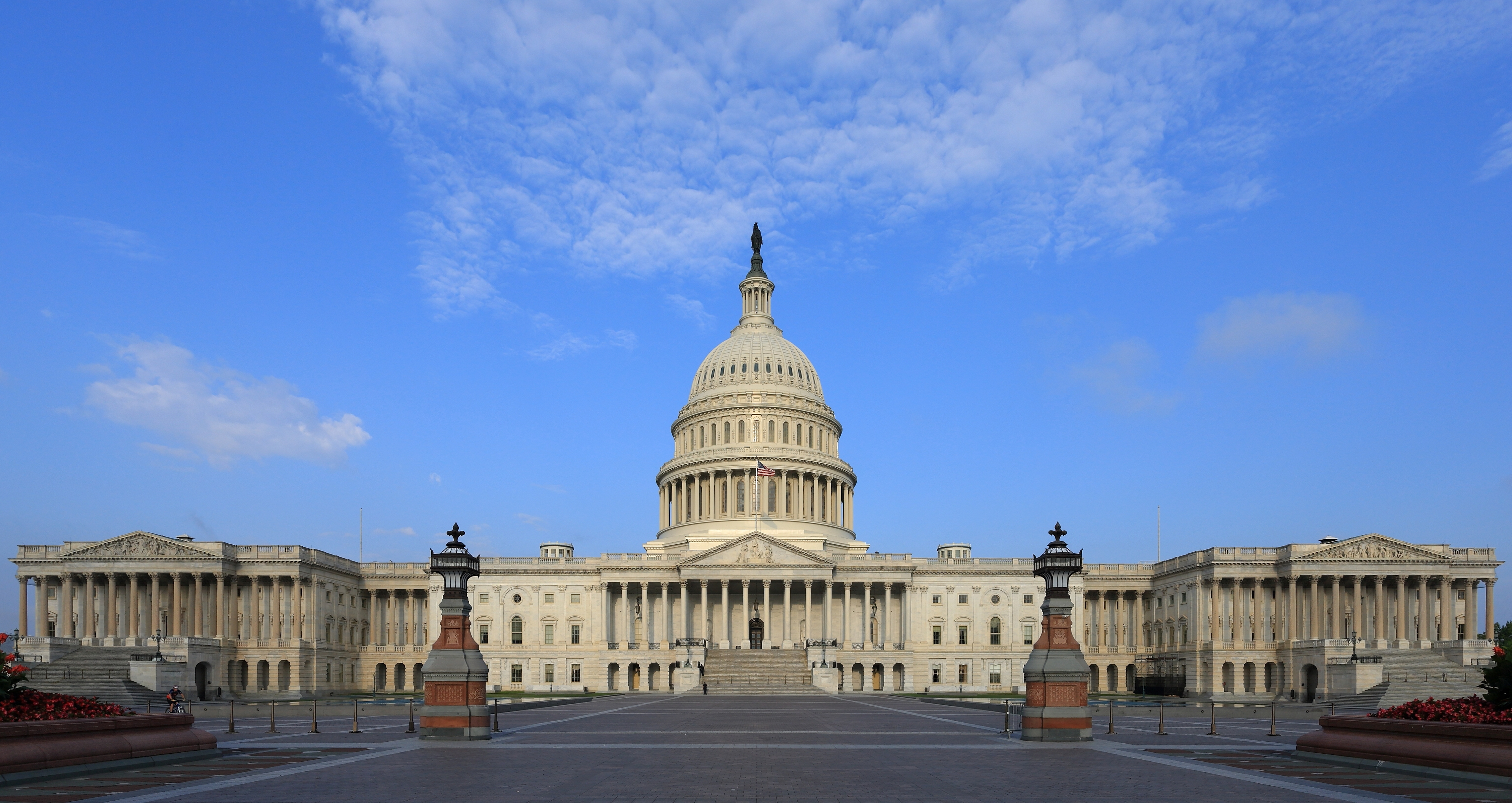
Mặt phía đông

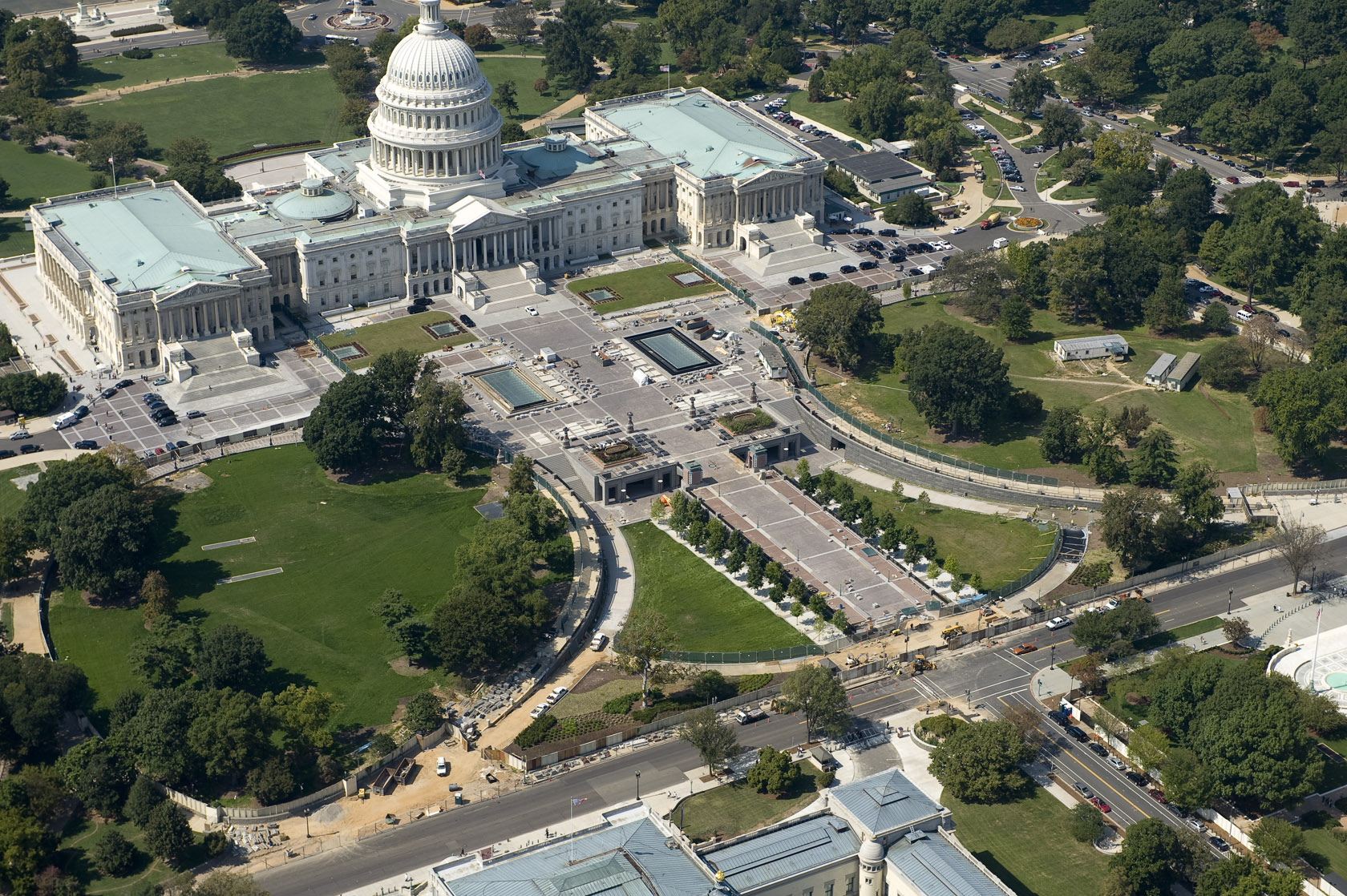
Quảng trường của Trung tâm cho Du khách Capitol

Mái vòm của Điện Capitol cuối cùng được xây xong, nhưng bị xây lớn hơn kế hoạch đầu tiên nhiều, cho nên bề ngoài đồ sộ của nó chế ngự tỷ lệ của các cột ở Cổng Đông, được xây năm 1828. Mặt Đông của Điện Capitol được tái xây dựng năm 1904 theo hãng kiến trúc Carrère và Hastings thiết kế, họ cũng đặt thiết kế cho các Tòa nhà Văn phòng Thượng Nghị viện và Hạ Nghị viện. Mặt Đông mới được xây bằng cẩm thạch đằng trước mặt cũ (nó bằng sa thạch) 10,2 m (33,5 foot) trong những năm 1958–1962, và một phần nối mới làm một tường ngoài thành một tường trong. Cùng lúc, việc dời cổng cũ nghĩa là các cột Corinth lịch sử bị không còn chỗ nữa, đến khi người thiết kế vườn Russell Page xây một nơi hợp cho nó ở bãi cỏ lớn tại Vườn cây Quốc gia, những cột đứng bên cạnh hồ nước, nó làm một số khách khó chịu vì nhắc đến Persepolis.
Điện Capitol được cho rằng chính là mục tiêu khủng bố thứ 4 của Chuyến 93 United Airlines đã bị không tặc khống chế trong Sự kiện ngày 11 tháng 9 trước khi nó rơi xuống tại Quận Somerset, Pennsylvania sau khi các hành khách trên máy bay cố gắng giành lại máy bay khỏi những tên không tặc.